# Longocepheus longus
Longocepheus longus är en kvalsterart som först beskrevs av Balogh 1961.  Longocepheus longus ingår i släktet Longocepheus och familjen Tetracondylidae. Inga underarter finns listade i Catalogue of Life.